# Paectes subapicalis
Paectes subapicalis is een vlinder uit de familie van de Euteliidae. De wetenschappelijke naam van de soort is voor het eerst geldig gepubliceerd in 1857 door Walker, [1858.